# Carmen Argenziano
Carmen Antimo Argenziano est un acteur américain né le 27 octobre 1943 à Sharon (Pennsylvanie) et mort le 10 février 2019 à Los Angeles (Californie).

## Biographie
Carmen Argenziano est né à Sharon en Pennsylvanie et a grandi à Sharpsville, fils de ses parents d'origine italienne, Elizabeth Stella (née Falvo) et Joseph Guy Argenziano, restaurateur. Il a trois enfants : deux fils et une belle-fille.
L'un des rôles les plus connus d'Argenziano est celui du personnage récurrent Jacob Carter / Selmak dans la série télévisée Stargate SG-1. Il est également membre à vie de l'Actors Studio et a reçu le Los Angeles Drama Critics Circle Award pour son interprétation du rôle de Jack Delasante dans Une prière pour ma fille de Thomas Babe. Il a joué en 2007 le rôle d'un des assistants potentiels de Dr House, qui fut éliminé. Il a été invité en 2009 dans Esprits criminels, dans l'épisode de la saison 4 de Demonology où il joue le père Paul Silvano. 
Il est mort le 10 février 2019 à l'âge de 75 ans.

## Filmographie

### Cinéma
- 1970 : Cover Me Babe (en) de Noel Black : Student
- 1971 : 
  - Punishment Park de Peter Watkins : Jay Kaufman
  - The Jesus Trip de Russ Mayberry : Gang Member
- 1972 : 
  - The Hot Box de Joe Viola : Flavio, chef de la guérilla
  - Un homme est mort de Jacques Deray : Second Hawk
- 1973 : The Slams (en) de Jonathan Kaplan
- 1974 : 
  - Les Enfants de Frankenstein (Grave of the Vampire) de John Hayes : Sam
  - 5 femmes à abattre (Caged Heat) de Jonathan Demme : Undercover Wrestler
  - Le Parrain II (The Godfather: Part II) de Francis Ford Coppola : Michael's buttonman #2
- 1975 : 
  - Capone de Steve Carver : Jack McGurn
  - Les Requins (Sharks' Treasure) : Lieutenant
  - Crazy Mama de Jonathan Demme : Supermarket Manager
- 1976 : 
  - Vigilante Force (en) de George Armitage : Brian
  - Un tueur dans la foule (Two-Minute Warning) de Larry Peerce
- 1978 : Le samouraï noir (Death Force) de Cirio H. Santiago
- 1979 : Terreur sur la ligne (When a Stranger Calls) de Fred Walton : Dr Mandrakis
- 1981 : Graduation Day d'[[Herb Freed (en)]] : Insp. Halliday
- 1983 : 
  - Circle of Power (en) de Bobby Roth : Tony Annese
  - Le Retour de l'inspecteur Harry (Sudden Impact) de Clint Eastwood
- 1984 : Heartbreakers de Bobby Roth : Ron Bolt
- 1985 : 
  - Série noire pour une nuit blanche (Into the Night) de John Landis : Stan
  - Starchaser: The Legend of Orin (en) de Steven Hahn : Dagg (voix)
  - Naked Vengeance (en) de Cirio H. Santiago: Det. Russo
- 1986 : Dangerously Close (en) d'Albert Pyun : Molly
- 1987 : Under Cover (en) de John Stockwell
- 1988 : 
  - Envers et contre tous (Stand and Deliver) de Ramón Menéndez : M.. Molina (principal, Garfield High)
  - Quand les jumelles s'emmêlent (Big Business) de Jim Abrahams : Board Member #2
  - Les Accusés (The Accused) de Jonathan Kaplan : D.A. Paul Rudolph
- 1989 : Le Scorpion rouge (Red Scorpion) de Joseph Zito : Colonel Zayas
- 1990 : Le Premier Pouvoir (The First Power) de Robert Resnikoff : Lt. Grimes
- 1992 : 
  - Rompecorazones (es) de Jorge Stamadianos : Ron Ball
  - Obsession fatale (Unlawful Entry) de Jonathan Kaplan : Jerome Lurie
- 1994 : Ligne privée ( Dead Connection) de Nigel Dick : Lt. Stein
- 1995 : 
  - Don Juan DeMarco de Jeremy Leven : Don Alfonzo
  - Les Liens du sang (The Tie That Binds) de Wesley Strick : Phil Hawkes
  - Rave Review de Jeff Seymour : Abe Weinstein
- 1996 : 
  - Life Happens de Timothy Blake : Larry
  - Broken Arrow de John Woo : General Boone
- 1999 : 
  - Warm Blooded Killers de Nicholas Siapkaris et Stephen Langford : Vince Morehouse
  - A Murder of Crows (vidéo) de Rowdy Herrington : Judge Wiley Banning
  - Flic de haut vol (Blue Streak) de Les Mayfield : Captain Penelli
- 2000 :
  - A Better Way to Die de Scott Wiper : Carlos
  - 60 secondes chrono (Gone in Sixty Seconds) de Dominic Sena : Det. Mayhew
  - Hellraiser 5 (Hellraiser: Inferno) (vidéo) de Scott Derrickson : Captain
  - Gamblin de Wayne Orkline : Pappy
  - The Cactus Kid : Addison
- 2001 : Opération Espadon (Swordfish) de Dominic Sena : Agent
- 2002 : Malevolent de John Terlesky : Warren Lucas
- 2003 : 
  - Face of the Enemy de David Presley : Watkins
  - Identity (Identity) de James Mangold : Defense Lawyer
- 2005 : 
  - What's Up, Scarlet? de Anthony Caldarella : M.. Maggiami
  - Angels with Angles d'Edmund Lane : Rico
- 2009 : Anges & Démons de Ron Howard : Silvano Bentivoglio
- 2017 : Kronos : Le Soulèvement des machines (Singularity) de Robert Kouba

### Télévision
- 1975 : 
  - La Recherche des dieux  (Search for the Gods) (TV) : Wheeler
  - Columbo : Jeu d'identité (Identity Crisis) (série télévisée) : Médecin légiste Anderson
- 1976 : 
  - Twin Detectives (TV) : Jennings (SWAT Team)
  - Once an Eagle (feuilleton TV) : Adam Brand
- 1977 : 
  - La Course contre la mort (The 3,000 Mile Chase) (TV) : Santeen
  - Kill Me If You Can (TV) : Lieutenant
  -  Super Jaimie, Saison 3, épisode 20: Pour que vive le roi (Long Live the King) : le Roi
- 1979 : 
  - Tant qu'il y aura des hommes (From Here to Eternity) (feuilleton TV)
  - Hot Rod (film, 1979) (TV) : Cameraman
- 1981 : The Phoenix (TV) : Kingston
- 1982 : Between Two Brothers (TV)
- 1983 : 
  - The Last Ninja (TV) : Rooney
  - Hooker (TV) : Procureur adjoint Charles A. Tyler
  - Quarterback Princess (TV) : Ed Ainsworth Impact : Procureur D'Ambrosia
- 1984 : 
  - Best Kept Secrets (TV) : Lieutenant Clifford
  - Fatal Vision (TV) : Colonel Pruett
  - L'Agence tous risques (TV) : Colonel Sanchez
  - Les deux font la paire : Pierce
- 1986-1990 : La Loi de Los Angeles : Neil Robertson
- 1986 : Mal à l'âme (Between Two Women) (TV) : Robert Walker
- 1987 : 
  - U.S. Marshals: Waco & Rhinehart (TV) : Varela
  - The Man Who Fell to Earth (TV)
- 1988 : 
  - Viva Oklahoma (Baja Oklahoma) (TV) : Roy Simmons
  - Heartbeat (série TV) : Dr Nathan Solt
  - Remo Williams (TV) : Beasley Dalworth
  - Liberace (TV) : Sam
  - Police Story: The Watch Commander (TV) : Captitaine MacDonald
  - Too Good to Be True (TV)
- 1989 : Booker (série TV) : Chick Sterling
- 1990 : A Mom for Christmas (TV) : Dan Morelli
- 1991 : K 2000 : La Nouvelle Arme (TV) : Russell Maddock / K.I.F.T. (voix)
- 1992 : Crash Landing: The Rescue of Flight 232 (TV) : Premier Officier Bill Records
- 1993 : 
  - Perry Mason : La formule magique (TV) : Adjoint du procureur Mallars
  - Crime & Punishment (série TV)
  - Ouragan sur Miami (Triumph Over Disaster: The Hurricane Andrew Story) (TV) : Ed Lopez
- 1994 : 
  - Une leçon de courage (Moment of Truth: To Walk Again) (TV) : Dr Cantore
  - Against the Wall (TV) : Mancusi
  - Illusions blessées (Moment of Truth: Cradle of Conspiracy) (TV) : Jack Guthrie
  - The Burning Season (TV) : Alfredo Sezero
- 1995 : 
  - Kidnappé (In the Line of Duty: Kidnapped) (TV) : Buddy Fortune
  - Babylon 5 (TV) : Lord Urza Jaddo
  - Urgences : Howard Davis
- 1996 :
  - Mon fils a disparu (Have You Seen My Son) (TV) : Chef Heman
  - The Rockford Files: If the Frame Fits... (TV) : Hector Gustavo
  - Co-ed Call Girl (TV) : Henry Binder
  - Andersonville, le camp de la mort (Andersonville) (TV) : Hopkins
  - Omission (My Son Is Innocent) (TV) : Detective Carver
  - Apollo 11 (film) : Tom Paine
  - JAG : saison 2 épisode 1 : Colonel Matthew O'Hara
- 1997 : Les Charmes de la vengeance (Bella Mafia) (TV)
- 1998-2005 : Stargate SG-1 (TV) : Général Jacob Carter/Selmak
- 1999 : Ally McBeal (saison 2, épisode 17) : Harry Wah
- 2000 : King of the World (TV)
- 2003 : 
  - Projet Momentum (TV) : Frank McIntyre
  - 24 heures chrono (TV) : Général Gratz
- 2006 : 
  - Murder 101 (TV) : Karl Larch
  - Les Experts (TV) : Sylvano Fatelli
  - Les Experts : Manhattan (TV) : Commandant Stanton Gerrard
- 2007 : Dr House (TV) : Henry Dobson
- 2008 : Les Feux de l'amour : le procureur Dennis Ellroy
- 2009 : 
  - Meteor : Le Chemin de la destruction : Commandant Murphy [2]
  - Esprits criminels (TV) : Père Paul Silvano
- 2010 : 
  - Flashforward (TV) (S01E15) :  Membre de l'Immigration
  - Castle (TV) (S03E08) : (TV) M.Rivera
- 2014 : Hawaii 5-0 (TV) (S05E04) : Albert Bagosa.
- 2017 : Shooter (série télévisée) : Charles Broadwell (saison 2, épisode 3) [3]